# Сабрия (сериал)
Сабрия — узбекский телесериал драматического характера, который начал транслироваться на Sevimli TV 30 ноября 2021 года.

## Тема
16-летнюю девушку по имени Сабрия обвиняют в романе с любимым парнем. После позорного поступка[какого?] у отца Сабрии нет другого выбора, кроме как отдать её в качестве второй жены 60-летнему мужчине. Драма пытается показать проблемы общества через судьбу Сабрии и её семьи.

## Актёры и персонажи
| Актёр                  | Персонаж       | Серия |
| ---------------------- | -------------- | ----- |
| Ширинабону Сотволдиева | Сабрия         | 1-    |
| Жахонгир Абдумуминович | Достон         | 1-    |
| Анвар Азимов           | богатый Махмуд | 1-    |
| Гулхумор Абдуллаева    | Саида          | 1-    |
| Насиба Турсунова       | Шайдо          | 1-    |
| Фатхулла Маъсудов      | Исмоил         | 1-    |
| Гавхар Зокирова        | жена Махмуда   | 1-    |
| Маъруфхон Мухаммедов   | Сирожиддин     | 1-    |
| Зуфар Раимов           | Иброхим        | 1-    |
| Нодирбек Узоков        | Низом          | 1-    |

## Обзор
| Сезон | Сезон | Количества серии | Количества серии | Исходная дата выпуска | Исходная дата выпуска | Исходная дата выпуска |
| Сезон | Сезон | Количества серии | Количества серии | Дата начала           | Дата окончания        | Канал                 |
| ----- | ----- | ---------------- | ---------------- | --------------------- | --------------------- | --------------------- |
|       | 1     | 37               | 37               | 30 Ноябрь 2021        | 21 Январь 2022        | Sevimli TV            |

## Список серии[4]
| Серия     | Режиссёр         | Сценарист         | Дата выпуск     | Рейтинг (TOTAL) |
| --------- | ---------------- | ----------------- | --------------- | --------------- |
| 1. Серия  | Насиба Турсунова | Уткирбек Каххоров | 30 Ноябрь 2021  | 4.33            |
| 2. Серия  | Насиба Турсунова | Уткирбек Каххоров | 1 Декабрь 2021  | 3.75            |
| 3. Серия  | Насиба Турсунова | Уткирбек Каххоров | 2 Декабрь 2021  | 4.74            |
| 4. Серия  | Насиба Турсунова | Уткирбек Каххоров | 3 Декабрь 2021  | 4.90            |
| 5. Серия  | Насиба Турсунова | Уткирбек Каххоров | 6 Декабрь 2021  | 3.13            |
| 6. Серия  | Насиба Турсунова | Уткирбек Каххоров | 7 Декабрь 2021  | 3.66            |
| 7. Серия  | Насиба Турсунова | Уткирбек Каххоров | 8 Декабрь 2021  | 4.26            |
| 8. Серия  | Насиба Турсунова | Уткирбек Каххоров | 9 Декабрь 2021  | 4.38            |
| 9. Серия  | Насиба Турсунова | Уткирбек Каххоров | 10 Декабрь 2021 | 4.64            |
| 10. Серия | Насиба Турсунова | Уткирбек Каххоров | 13 Декабрь 2021 | 4.93            |
| 11. Серия | Насиба Турсунова | Уткирбек Каххоров | 14 Декабрь 2021 | 4.90            |
| 12. Серия | Насиба Турсунова | Уткирбек Каххоров | 15 Декабрь 2021 | 5.95            |
| 13. Серия | Насиба Турсунова | Уткирбек Каххоров | 16 Декабрь 2021 | 5.90            |
| 14. Серия | Насиба Турсунова | Уткирбек Каххоров | 17 Декабрь 2021 | 5.70            |
| 15. Серия | Насиба Турсунова | Уткирбек Каххоров | 20 Декабрь 2021 | 3.80            |
| 16. Серия | Насиба Турсунова | Уткирбек Каххоров | 21 Декабрь 2021 | 4.00            |
| 17. Серия | Насиба Турсунова | Уткирбек Каххоров | 22 Декабрь 2021 | 4.80            |
| 18. Серия | Насиба Турсунова | Уткирбек Каххоров | 23 Декабрь 2021 | 4.10            |
| 19. Серия | Насиба Турсунова | Уткирбек Каххоров | 24 Декабрь 2021 | 4.40            |
| 20. Серия | Насиба Турсунова | Уткирбек Каххоров | 27 Декабрь 2021 | 4.00            |
| 21. Серия | Насиба Турсунова | Уткирбек Каххоров | 28 Декабрь 2021 | 4.20            |
| 22. Серия | Насиба Турсунова | Уткирбек Каххоров | 29 Декабрь 2021 | 3.60            |
| 23. Серия | Насиба Турсунова | Уткирбек Каххоров | 30 Декабрь 2021 | 2.90            |
| 24. Серия | Насиба Турсунова | Уткирбек Каххоров | 04 Январь 2022  | 4.75            |
| 25. Серия | Насиба Турсунова | Дурдона Урокова   | 05 Январь 2022  | 2.97            |
| 26. Серия | Насиба Турсунова | Дурдона Урокова   | 06 Январь 2022  | 4.29            |
| 27. Серия | Насиба Турсунова | Дурдона Урокова   | 07 Январь 2022  | 3.81            |
| 28. Серия | Насиба Турсунова | Дурдона Урокова   | 10 Январь 2022  | 4.27            |
| 29. Серия | Насиба Турсунова | Дурдона Урокова   | 11 Январь 2022  | 5.03            |
| 30. Серия | Насиба Турсунова | Дурдона Урокова   | 12 Январь 2022  | 4.50            |
| 31. Серия | Насиба Турсунова | Дурдона Урокова   | 13 Январь 2022  | 3.04            |
| 32. Серия | Насиба Турсунова | Дурдона Урокова   | 14 Январь 2022  | 2.93            |
| 33. Серия | Насиба Турсунова | Дурдона Урокова   | 17 Январь 2022  | 3.12            |
| 34. Серия | Насиба Турсунова | Дурдона Урокова   | 18 Январь 2022  | 3.42            |
| 35. Серия | Насиба Турсунова | Дурдона Урокова   | 19 Январь 2022  | 4.68            |
| 36. Серия | Насиба Турсунова | Дурдона Урокова   | 20 Январь 2022  | 4.04            |
| 37. Серия | Насиба Турсунова | Дурдона Урокова   | 21 Январь 2022  | 3.70            |

## Реакция общества и критика
Фирдавс Абдухаликов, генеральный директор Агентства кинематографии Узбекистана:
«Сериал „Сабрия“, вышедший на телеканале „Севимли“, действительно неглубокий художественно и по содержанию. Хотя это была одна из первых работ режиссёра, оказалось, что художественный совет телевидения не дал необходимых предложений, рекомендаций и практической помощи».
Саида Мирзиёева, заместитель председателя Попечительского совета Фонда СМИ Узбекистана, член Комиссии по гендерному равенству в Узбекистане, выразила отношение к сериалу как зритель:
«Я более чем уверена, что среди создателей сериала нет ни одной женщины. Потому что столько ненависти к женщинам в сценарии я не видела ни в одном фильме. Неясно, для чего в сюжете полная и точная инструкция по принятию наркотиков? При этом никакого вывода не предлагается. И самое неприятное и отталкивающее — сцены насилия над женщинами; и как единственный выход из ситуации — покончить жизнь самоубийством. „Отличный“ совет!.
Художественное кино — один из методов формирования современной повестки в обществе. Мы прилагаем невероятные усилия для того, чтобы равноправие полов, уважение к женщине стали нормой в нашем социуме. На каждом из нас, кто владеет аудиторией, лежит огромная ответственность за слово. Но такие сериалы тормозят развитие гендерного равенства. В них нет никакой здравой мысли, только болезненные фантазии на тему быта Узбекистана.
Наши женщины не заслужили такого отношения со стороны кинематографа. Ни частного, ни государственного!„
Амира Рашидова, один из продюсеров телеканала “Севимли»:
«Распространился всего один фрагмент. В распространенном фрагменте наркоман пытается применить насилие по отношению к женщине. В данном фрагменте режиссёр снимала эпизод без крови, оголения тела и физического насилия. Там нет открытого насилия или пошлых сцен. По сценарию виновник в той же серии получает наказание за свои действия. Мы не живем во времена, где нельзя показывать плохих людей, ведь они существуют в жизни. Многие моменты сериала были взяты из реальной жизни.
Я против всех форм насилия над женщинами.

Телеканал „Севимли“ поставил маркировку 16+ на сериалом „Сабрия“ и перед обвинением в „безнравственности“ достаточно посмотреть ещё 3 минуты фильма, чтобы понять концовку нарезки. Этот сериал — первая работа режиссёра Насибы Турсуновой. Как и многие кинематографисты, „Севимли“ поддержал её и выразил доверие. Мы намерены сотрудничать с ней и в дальнейшем, я против того, чтобы ломать артиста…»